# Roche sanglante
La Roche sanglante est un site naturel classé du village de Florzé dans la commune de Sprimont en province de Liège (Belgique).

## Localisation
Le site de la Roche sanglante est situé administrativement sur la commune de Sprimont, section de Rouvreux, à une cinquante de mètres à l'est de la maison sise au no 24 de la rue Vieille Chera, voie ancienne reliant Florzé à Aywaille. Il domine aussi le versant nord du ruisseau du Fond de Sol Hé qui fait office de limite entre les communes de Sprimont et Aywaille. 
Ce site est en réalité très proche du centre de la localité d'Aywaille, à environ 700 mètres au nord du pont sur l'Amblève.

## Description du site
Dans un environnement boisé, le site se compose d'un groupe de rochers calcaires appartenant à l'extrémité sud du Condroz. Ces roches se dressent au sommet du versant du ruisseau du Fond de Sol Hé à une altitude de 200 mètres. Le rocher du centre qui est le plus élevé possède une base évasée peu commune.

## Classement
Le site de la Roche sanglante est repris sur la liste du patrimoine immobilier classé de Sprimont depuis le 25 octobre 1946 
et son extension depuis le 4 décembre 1979.

## Littérature
L'écrivain Marcellin La Garde (1818-1889) choisit ce lieu comme décor pour une de ses célèbres légendes du Val d'Amblève : La pierre sanglante de Nierbonchera, récit dans lequel ce qui ne devait être qu'une simple plaisanterie se mua en un terrible drame.
Cette légende narre le fait divers suivant survenu en 1786 : en quittant Aywaille et sa fiancée pour rentrer chez lui à Liège, à la tombée de la nuit, un futur marié vit (crut voir) une sorcière sacrifier un nouveau-né sur la Roche sanglante. Ayant raconté cet horrible fait à ses amis qui étaient incrédules et moqueurs, un de ceux-ci, le soir après les noces célébrées à Aywaille, apparut, par plaisanterie, déguisé en sorcière au moment où le carrosse des jeunes mariés passait sous la Roche sanglante en direction de Liège. Apeuré et pris de panique, le jeune marié sortit un pistolet et tua son ami déguisé.